# Skisser över 1914 års badmössor
Skisser över 1914 års badmössor är den svenska proggduon Philemon Arthur and the Dungs andra album, utgivet på kassett på skivbolaget Silence Records 1987 (SRSK 4705). Kassetten låg i en konservburk med pappersetikett i blått och rött med texten Äkta Skånska Naturljud och en teckning av två nakna rumpor vända mot varandra.
Låtarna på kassetten uppgavs i en intervju vara remastrade versioner av gruppens tidigare outgivna hemmainspelningar. Låten Låt den hänga ute blev signaturmelodi till ett programinslag med demoinspelningar på Radio Malmöhus.
En del av låtarna gavs 1992 ut på samlingsalbumet Musikens historia del 1 och 2 och resterande material på samlingen Får jag spy i ditt paraply? från 2002.

## Låtlista
Sida A - Aribald
1. "Låt den hänga ute" - 2:30
2. "Var är flugsmällen?" - 1:42
3. "Ödesvalsen" - 2:53
4. "Polismannen" - 0:50
5. "Skolsången" - 2:03
6. "Vår och sommar" - 1:32
7. "Tandställningsvals" - 0:50
8. "Får jag spy?" - 2:13
9. "Plocka päror" - 2:25
10. "Meningslösan" - 1:58
11. "På toaletten" - 1:22
12. "Allt detta heter Fille" - 0:48

Sida B - Brållemannen
1. "Villaägarens visa" - 1:11
2. "Jag mår så illa" - 2:15
3. "Goda grannar" - 1:58
4. "Djurvisa" - 1:16
5. "Dromedarvisan" - 1:42
6. "Min kära gamla soppeskål" - 0:36
7. "Det femte hjulet" - 2:08
8. "Waltzing Matilda" - 3:04
9. "Urmak är tiden" - 2:00
10. "Evighetsmaskinen" - 1:31
11. "En förtorkad kaffeböna" - 2:33
12. "Om jag hade pjäxor" - 0:15

### Fotnoter
1. 1 2  ”Skisser över 1914 års badmössor”. Discogs.com. http://www.discogs.com/Philemon-Arthur-The-Dung-Skisser-%C3%96ver-1914-%C3%85rs-Badm%C3%B6ssor/release/680265. Läst 28 augusti 2012.
2. ↑  Bengt Eriksson Konserverade: Philemon Arthur & The Dung SvD 1987
3. ↑  Bengt Eriksson Veckans CD: Hedningarna Arbetet 2 maj 2012
4. ↑  ”Musikens historia del 1 och 2”. Discogs.com. http://www.discogs.com/Philemon-Arthur-The-Dung-Musikens-Historia-Del-1-Och-2/release/379539. Läst 28 augusti 2012.
5. ↑  ”Får jag spy i ditt paraply?”. Progg.se. Arkiverad från originalet den 23 augusti 2010. https://web.archive.org/web/20100823093857/http://www.progg.se/band.asp?ID=150&skiva=557.